# Vilademires
Vilademires és una de les entitats de població que conformen el terme municipal altempordanès de Cabanelles. Al cens de l'any 2011, l'entitat de població tenia quaranta-cinc habitants.
Està situat a l'oest del terme municipal, al marge de la riera de Vilademires, afluent del Fluvià.
A aquest poble hi destaca l'església romànica de Sant Mateu. També són importants per la seva arquitectura i història diverses cases de pagès al llarg de la Riera de Vilademires, entre elles Can Batlle, Can Fàbrega, Can Comalat, Can Coromines i Can Cortada i Mas Olivet. Igualment són rellevants les masies de Can Puig i de Ca l'Estela.
Vilademires era ens local independent el 1800, però va ser incorporat (incloguent-hi el veïnat de Casamor) al municipi de Cabanelles el 1846, juntament amb d'altres pobles petits.